# Deutsch-Bonnet
Deutsch-Bonnet – francuskie przedsiębiorstwo produkujące samochody sportowe.
René Bonnet i Charles Deutsch byli kierowcami wyścigowymi i konstruktorami, którzy razem startowali w rajdach i współpracowali na arenie sportu samochodowego.
Działali na rynku od lat trzydziestych, jednak markę "DB" wylansowali w 1947 roku. Specjalizowali się w wytwarzaniu krótkich serii sportowych aut na bazie modeli Panharda. Brali udział w wyścigu 24h Le Mans.
Firma występowała pod nazwę "Deutsch-Bonnet", "Deutsch&Bonnet", a także "DB". Po odejściu Charlesa Deutscha w 1961 roku została przekształcona w Automobiles René Bonnet. Deutsch montował później auta sportowe sygnowane swoimi inicjałami "CD".

## Modele
- DB HBR Cabriolet (1950)
- DB HBR 5 (1954)
- DB Le Mans Cabriolet (1961)

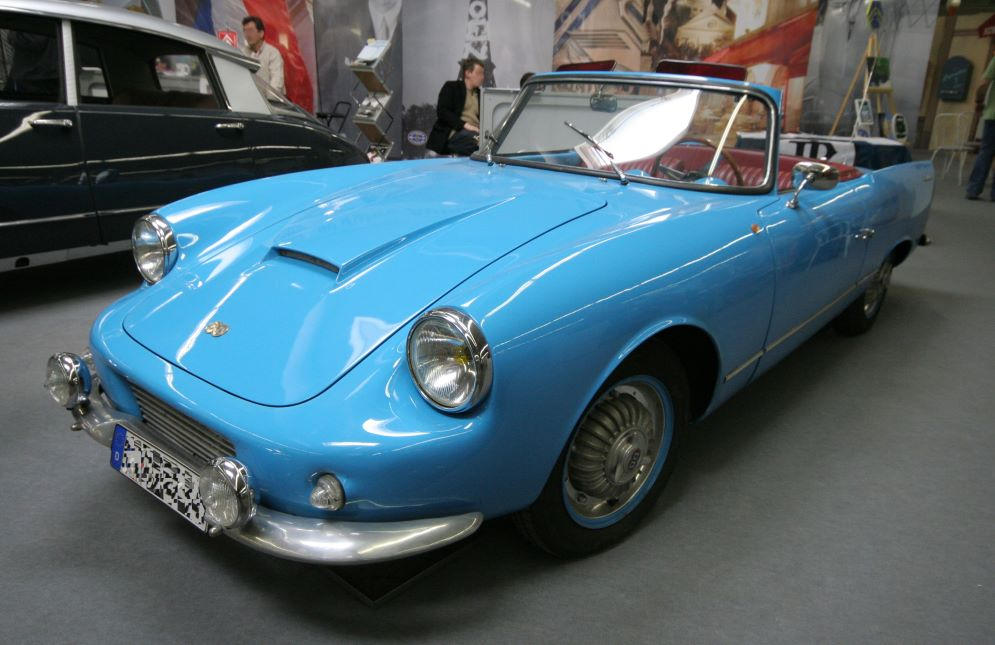
Panhard DB Le Mans (1960)
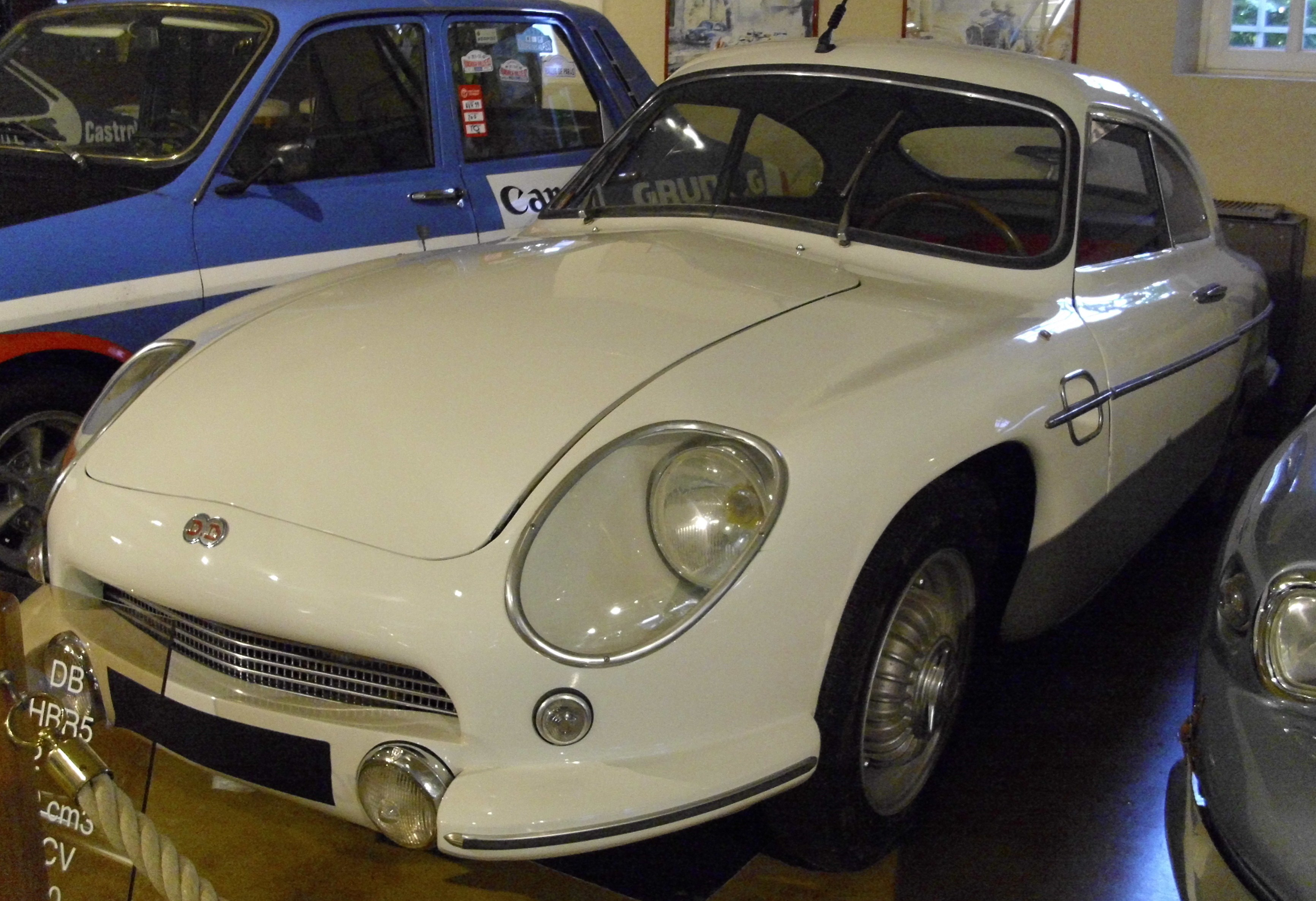
Deutsch-Bonnet model z 1960 r.